# Parasyntormon wheeleri
Parasyntormon wheeleri är en tvåvingeart som beskrevs av Aldrich 1901. Parasyntormon wheeleri ingår i släktet Parasyntormon och familjen styltflugor. Inga underarter finns listade i Catalogue of Life.